# William Sealy Gosset
William Sealy Gosset (13. června 1876 – 16. října 1937) byl anglický statistik, chemik a sládek, který pracoval pro pivovar Guinness. Jako statistik byl průkopníkem v oblasti experimentálního designu s malými rozsahy výběrů. Gosset publikoval pod pseudonymem Student a vyvinul Studentovo t-rozdělení a Studentův test (t-test) statistické významnosti.

## Život
William Gosset se narodil v Canterbury v Anglii jako nejstarší syn Agnes Sealyové Vidalové a plukovníka ženijního vojska Frederica Gosseta. Navštěvoval internátní školu Winchester College, pak studoval přírodní vědy a matematiku na New College v Oxfordu.

### Vědecká práce
Po promoci v roce 1899 Gosset nastoupil do pivovaru Arthur Guinness & Son v irském Dublinu; zbytek své 38leté kariéry strávil v pivovaru Guinness. V roce 1904 napsal pro Guinness interní zprávu s názvem „Aplikace rozdělení chyb na práci pivovaru“. Prováděl experimenty s malými výběry a byl si vědom toho, že jejich analýza je obtížná, proto doporučil konzultaci s matematiky, kteří se vyznají v teorii pravděpodobnosti. V letech 1906-1907 ho Guinness poslal na dva semestry do laboratoře Karla Pearsona na University College London.
Gosset a Pearson měli přátelský vztah. Pearson Gossetovi pomáhal s matematikou jeho prací, včetně jeho článků z roku 1908, ale jejich význam si plně neuvědomoval. Články byly motivovány zájmem sládka o malé rozsahy výběrů; biometrici jako Pearson naopak obvykle měli stovky pozorování a nevnímali potřebu rozvíjet metody pro malé počty pozorování.
Ve své práci hlavního experimentálního sládka v Guinnessu vyvinul Gosset nové statistické metody – jak v pivovaru, tak při pěstování plodin potřebných k výrobě piva – které jsou nyní klíčové pro návrh experimentů, pro správné testování významnosti při opakovaných pokusech a pro analýzu ekonomické významnosti (raný příklad interpretace statistiky z hlediska teorie rozhodování) a další, jako například jeho malovýběrové, stratifikované a opakované vyvážené experimenty s ječmenem za účelem nalezení odrůd s nejlepším výnosem. Gosset tyto znalosti získal studiem, metodou pokus-omyl a spoluprací s ostatními.
Gossetova první publikace pod pseudonymem „Student“ vyšla v roce 1907 a měla název „On the Error of Counting with a Haemocytometer“ (O chybě počítání hemocytometrem). Gosset v ní znovuobjevil Poissonovo rozdělení, popsané ovšem již dříve v literatuře Gossetovi neznámé. Důvodem publikování pod pseudonymem mohlo být to, že jiný výzkumník Guinnessu již dříve publikoval článek vyzrazující obchodní tajemství pivovaru Guinness. Ekonomický historik Stephen Ziliak v archivech firmy zjistil, že aby se zabránilo dalšímu zveřejňování důvěrných informací, správní rada Guinnessu povolila svým vědcům publikovat výzkum jen pod podmínkou, že nezmíní „1) pivo, 2) Guinness ani 3) své vlastní příjmení“. Ziliak má za to, že Gosset pseudonym „Student“ převzal ze svého zápisníku o počítání kvasinkových buněk hemocytometrem z let 1906–1907, který nesl název „The Student's Science Notebook“ (Studentův vědecký zápisník) Jeho hlavní vědecký přínos se tedy nyní nazývá Studentovo, nikoli Gossetovo, t-rozdělení a test statistické významnosti.

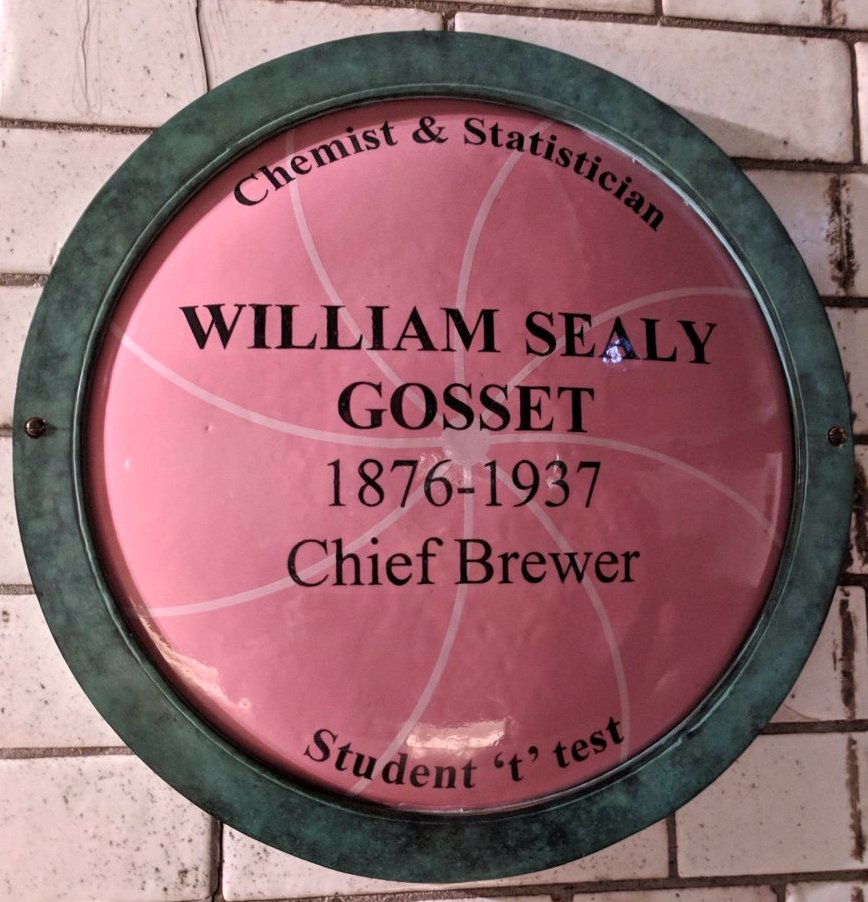
Pamětní deska připomínající Gosseta umístěná ve skladu firmy Guinness

Gosset publikoval většinu svých 21 akademických prací, včetně „The probable error of a mean“ (Pravděpodobná chyba průměru), v Pearsonově časopise Biometrika pod pseudonymem Student. Nebyl to však Pearson, ale Ronald Fisher, kdo první ocenil význam Gossetovy práce v nedostatečně prozkoumané oblasti malých vzorků. Fisher napsal Gossetovi v roce 1912 dopis, v němž vysvětlil, že Studentovo rozdělení by mělo být děleno stupni volnosti, nikoli celkovým rozsahem vzorku. V letech 1912 až 1934 si Gosset a Fisher vyměnili více než 150 dopisů. V roce 1924 Gosset napsal v dopise Fisherovi: „Posílám vám výtisk Studentových tabulek, protože jste jediný člověk, který je pravděpodobně kdy použije!“ Fisher věřil, že Gosset dosáhl „logické revoluce“. Ve zvláštním čísle časopisu Metron v roce 1925 Student publikoval opravené tabulky rozdělení, nyní nazývaného Studentovo. Ve stejném čísle Fisher přispěl aplikací Studentova t -rozdělení v regresní analýze.
Ačkoli je zavedli jiní, studentizované rezidua jsou pojmenována na Studentovu počest, protože stejně jako problém, který vedl ke Studentovu t-rozdělení, je ústředním bodem tohoto konceptu myšlenka úpravy odhadovaných směrodatných odchylek.
Gossetův zájem o pěstování ječmene ho vedl ke spekulacím, že by se návrh experimentů měl zaměřit nejen na zlepšení průměrného výnosu, ale také na šlechtění odrůd, jejichž výnos by byl necitlivý na změny v půdě a klimatu (tj. „robustní“). Gosset svou inovaci nazval „vyváženým designem“, protože ošetření a kontroly jsou vyváženě přidělovány stratifikovaným pěstebním podmínkám, jako je například rozdílná úrodnost půdy. Gossetův přístup byl zpochybněn Ronaldem Fisherem, který preferoval randomizované návrhy experimentů. Bayesovský statistik Harold Jeffreys a Gossetovi blízcí spolupracovníci Jerzy Neyman a Egon S. Pearson se postavili na stranu Gossetova „vyváženého“ přístupu; jak však ukázal Ziliak (2014), Gosset a Fisher se po zbytek života neshodli na významu a interpretaci vyvážených versus randomizovaných experimentů, stejně jako se dříve střetli ohledně pravidel statistické významnosti.

### Osobní život
Gosset měl tři děti s manželkou Marjory Gossetovou (rozenou Phillpottsovou). Harry Gosset (1907–1965) byl pediatr; Bertha Marian Gossetová (1909–2004) byla geografka a zdravotní sestra; nejmladší Ruth Gossetová (1911–1953), se provdala za oxfordského matematika Douglase Roafa a měli pět dětí.
Gosset byl přítelem Pearsona i Fishera, což je pozoruhodný úspěch, protože oba měli obrovské ego a navzájem se nenáviděli. Gosset byl skromný muž, který kdysi jednoho obdivovatele přerušil poznámkou: „Fisher by to stejně jednou všechno objevil.“
V roce 1935, ve věku 59 let, Gosset opustil Dublin, aby se ujal pozice hlavního sládka v novém a druhém pivovaru Guinness v Park Royal v severozápadním Londýně. V září 1937 byl Gosset povýšen na hlavního sládka všech pivovarů Guinness. O měsíc později zemřel ve věku 61 let v Beaconsfieldu v Anglii na infarkt.

## Dílo
- "The application of the 'law of error' to the work of the Brewery" (1904, Guinness internal report)
- On the error of counting with hæmacytometer. Biometrika. February 1907, s. 351–360. Dostupné online. doi:10.1093/biomet/5.3.351.
- The probable error of a mean. Biometrika. March 1908, s. 1–25. Dostupné online. doi:10.1093/biomet/6.1.1.
- Probable error of a correlation coefficient. Biometrika. September 1908, s. 302–310. Dostupné online. doi:10.1093/biomet/6.2-3.302.
- The distribution of the means of samples which are not drawn at random. Biometrika. July–October 1909, s. 210–214. Dostupné online. doi:10.1093/biomet/7.1-2.210.
- An experimental determination of the probable error of Dr Spearman's correlation coefficients. Biometrika. July 1921, s. 263–282. Dostupné online. doi:10.1093/biomet/13.2-3.263.
- Review of Statistical Methods for Research Workers (R. A. Fisher). Eugenics Review. 1926, s. 148–150. Dostupné online.
- ZABELL, S. L. On Student's 1908 Article "The Probable Error of a Mean" (S.L. Zabell). Journal of the American Statistical Association. March 2008, s. 1–7. Dostupné online. doi:10.1198/016214508000000030. S2CID 48322195.
- "Evolution By Selection: The Implications of Winter's Selection Experiment", 1933, Eugenics Review, 24, pg293
- 'Student's' Collected Papers (edited by E.S. Pearson and John Wishart, with a foreword by Launce McMullen), London: Biometrika Office. (1942) online